# Misje dyplomatyczne Rosji w Australii
Misje dyplomatyczne Rosji w Australii – czasowe i stałe przedstawicielstwa dyplomatyczne carskiej Rosji, Rosyjskiej Federacyjnej Socjalistycznej Republiki Radzieckiej, Związku Socjalistycznych Republik Radzieckich i Federacji Rosyjskiej w Australii.

## Konsul radziecki
- 1918 - 1921 - konsul Piotr Simonow ros.: Пётр Фомич Симонов (1883-1934)

## Misja - Ambasada ZSRR w Australii
- 10 października 1942 - nawiązanie stosunków dyplomatycznych na szczeblu misji
- 15 lipca 1947 - 02 maja 1948 - przekształcenie misji w ambasadę
- 23 kwietnia 1954 - odwołane ambasadora radzieckiego
- 16 marca 1959 - zgoda na powrót radzieckiego ambasadora

### Posłowie Nadzwyczajni i Pełnomocni
- 13 października 1942 - 07 grudnia 1944 - Andriej Pietrowicz Własow ros.: Андрей Петрович Власов Андрей Петрович (1905-1983)
- 7 grudnia 1944 (wręczył listy uwierzytelniające 12 lipca 1945) - 10 kwietnia 1948 - Nikołaj Lifanow ros.: Николай Михайлович Лифанов (1904-1975)

### Ambasadorzy Nadzwyczajni i Pełnomocni
- 04 października 1948 - 16 lipca 1953 - Nikołaj Lifanow
- 16 lipca 1953 (wręczył listy uwierzytelniające 14 października 1953) - 23 kwietnia 1954 - Nikołaj Gienierałow ros.: Николай Иванович Генералов (1905-)
- 23 czerwca 1959 (wręczył listy uwierzytelniające 10 sierpnia 1959) - 6 lutego 1963 - Iwan Kurdiukow ros.: Иван Фёдорович Курдюков (1911-1977)
- 6 lutego 1963 (wręczył listy uwierzytelniające 24 kwietnia 1963) - 20 października 1966 - Witalij Łoginow ros.: Виталий Абрамович Логинов (1910-1979)
- 20 października 1966 (wręczył listy uwierzytelniające 12 stycznia 1967) - 24 czerwca 1970 - Nikołaj Tarakanow ros.: Николай Яковлевич Тараканов (1913-)
- 24 czerwca 1970 (wręczył listy uwierzytelniające 15 lipca 1970) - 14 lipca 1972 - Nikołaj Miesiacew ros.: Николай Николаевич Месяцев  (1920-)
- 14 lipca 1972 (wręczył listy uwierzytelniające 5 września 1972) - 14 stycznia 1975 - Dmitrij Musin ros.: Дмитрий Павлович Мусин (1920-)
- 14 stycznia 1975 (wręczył listy uwierzytelniające 19 lutego 1975) - 20 października 1979 - Aleksandr Basow ros.: Александр Васильевич Басов (1912-1988)
- 20 października 1979 (wręczył listy uwierzytelniające 28 listopada 1979) - 24 kwietnia 1983 - Nikołaj Sudarikow ros.: Николай Георгиевич Судариков  (1913-)
- 24 kwietnia 1983 (wręczył listy uwierzytelniające 6 maja 1983) - 22 sierpnia 1990 (Dekret Prezydenta ZSRR Nr UP-652) - Jewgienij Samotiejkin ros.: Евгений Матвеевич Самотейкин (1928-)
- 22 sierpnia 1990 (Dekret Prezydenta ZSRR Nr UP-653) - 11 listopada 1993 (Dekret Prezydenta Federacji Rosyjskiej Nr 1902) - Wiaczesław Dołgow ros.: Вячеслав Иванович Долгов (1937-)

### Doradcy
- od października 1942 - 1944 - Aleksandr Michajłowicz Aleksandrow ros.: Александр Михайлович Александров (1907-1983)
- 1944 - 1946 - Aleksandr Sołdatow ros.: Александр Алексеевич Солдатов (1915-1999)

### Pierwsi Sekretarze
- 1942 - 1944 - Aleksandr Sołdatow ros.: Александр Алексеевич Солдатов (1915-1999)
- do 1949 - Grigorij Paszczenko ros.: Григорий Степанович Пащенко (1913 -)

### Drudzy Sekretarze
- od 1943 - Grigorij Paszczenko ros.: Григорий Степанович Пащенко (1913 -)

### Trzeci Sekretarze
- do 2 kwietnia 19545 (poprosił o azyl polityczny w Australii) - Władimir Pietrow, właśc. Afanasij Szorochow ros.: Владимир Михайлович Петров (Афанасий Шорохов); (1907-1991)